# Masi Oka
Masi Oka (マシ・オカ, Mashi Oka) (de nom real Masayori Oka (岡 政偉, Oka Masayori) va néixer el 27 de desembre de 1974 a Tòquio però viu als Estats Units des dels sis anys. És actor i artista d'efectes digitals. Com a actor ha aconseguit popularitat gràcies al paper de Hiro Nakamura a la sèrie de televisió "Herois". Parla anglès, japonès i castellà, i té les llicenciatures d'informàtica i matemàtiques, i la diplomatura en teatre.

## Biografia
Masi Oka va néixer a Tòquio, capital del Japó. Els seus pares es van divorciar quan només tenia un any, de manera que va créixer amb la seva mare i mai més ha tornat a veure el seu pare. Es va traslladar al barri de Queens de Nova York junt amb la seva mare quan tenia sis anys. Amb vuit va aparèixer per la televisió en un programa de la CBS i als dotze, en un reportatge de la revista Time Magazine sobre nens asiàtico-americans. Va estudiar a l'escola The Mirman School i es va graduar en l'institut Harvard-Westlake School el 1992. Posteriorment es va graduar en la Universitat de Brown el 1997 amb els títols de Bachelor of Science de matemàtiques i informàtica. El seu quocient intel·lectual ha estat mesurat en 189.
Després de graduar-se va començar a treballar a Industrial Light & Magic (ILM) rebutjant una oferta de Microsoft. Aquesta empresa, que pertany al director de cinema George Lucas, es dedica a la creació d'efectes especials visuals en pel·lícules. El seu primer projecte important dins l'empresa va ser la col·laboració en el desenvolupament d'un programa informàtic per generar efectes de l'aigua, el qual es va utilitzar en les pel·lícules La tempesta perfecta i Pirates of the Caribbean: Dead Man's Chest. Posteriorment va crear programes dedicats a la dinàmica de fluids i terratrèmols que es van utilitzar en diversos projectes. També va col·laborar en la trilogia de la preqüela de La Guerra de les Galàxies, Terminator 3, Hulk i La guerra dels mons.
Oka parla de forma fluida japonès, anglès i castellà. Entre els seus passatemps s'inclouen el kendo (té el rang de shodan), jugar a videojocs, mirar i escriure comèdies romàntiques, tocar el piano i cantar. També col·lecciona manga i és un gran seguidor de l'obra de Naoki Urasawa.

## Carrera

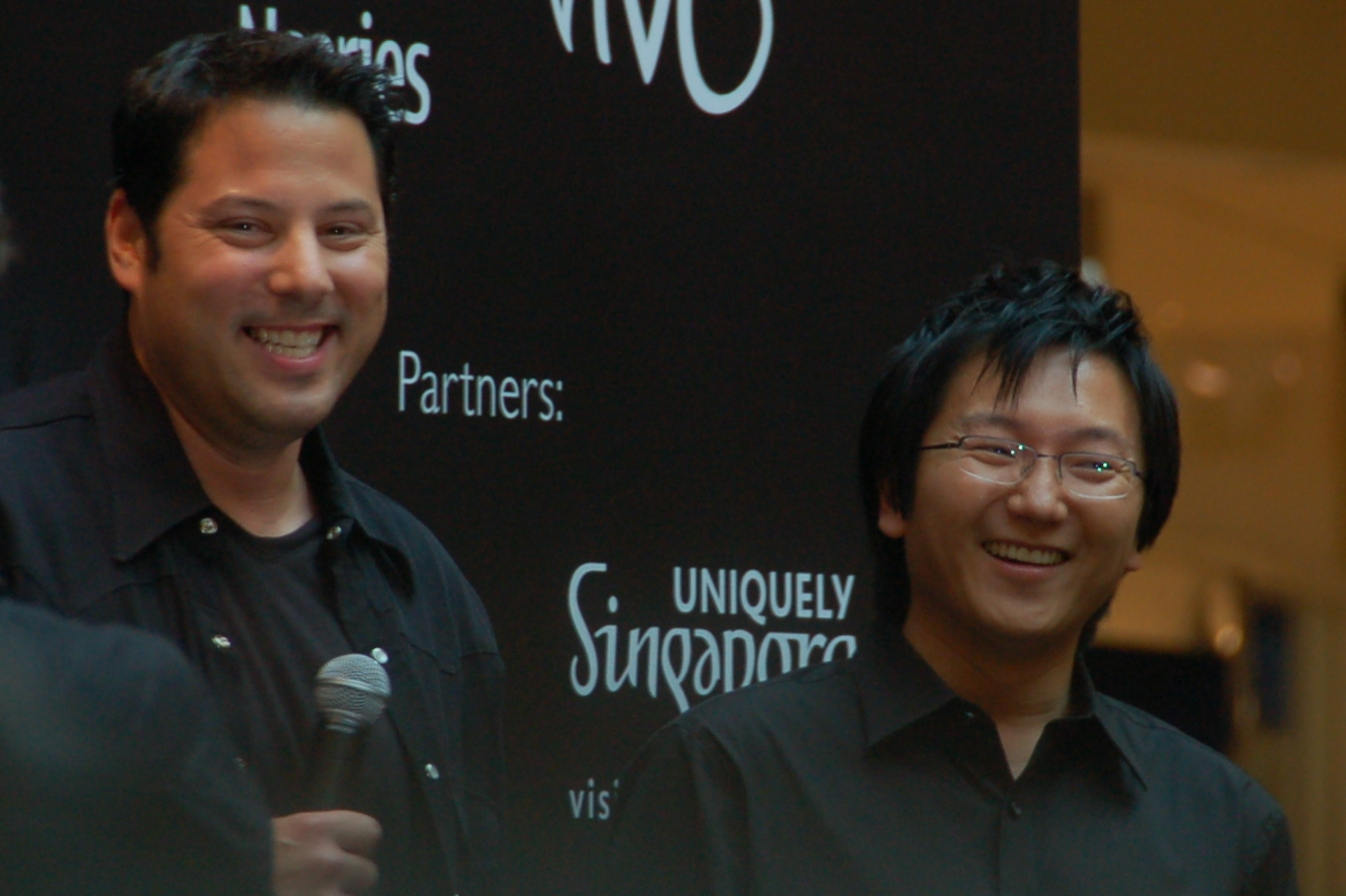
Masi Oka amb Greg Grunberg, companys a la sèrie Herois, a Singapur.

Oka va decidir-se a començar a actuar l'any 2000, va aconseguir una tarjeta Scree Actors Guild i es va traslladar a Los Angeles per començar a treballar d'actor. L'empresa on treballava (ILM) va estipular en el seu contracte que podia treballar a la seva seu de Los Angeles però en cas que no aconseguir cap paper secundari aquella temporada, hauria de tornar a Marin County. L'actor va aconseguir rodar un episodi pilot però el projecte es va cancel·lar. Tanmateix, això ja satisfeia els requeriments del seu contracte i es va poder quedar a Los Angeles definitivament. Estava decidit a ser actor i va continuar buscant nous papers. Inicialment només aconseguia papers com a convidat fins que va poder obtenir un paper secundari a la sèrie Scrubs de la NBC. A partir d'aquí va continuar fent petits papers en sèries i pel·lícules fins a aconseguir la popularitat amb Herois. Durant aquesta època també va aparèixer en l'anunci publicitari del videojoc Shinobi de PlayStation 2. També va actuar en un episodi de la sèrie Yes, Dear el 2002.
Finalment li va arribar l'oferta més important de la seva carrera el 2006, per interpretar a Hiro Nakamura a la sèrie de ciència-ficció Herois. El projecte el va il·lusionar tant que ell mateix es va oferir a traduir els seus diàlegs del guió de l'anglès al japonès per aconseguir més realitat. En l'emissió anglesa, la majoria dels seus diàlegs a la sèrie són en japonès i se subtitulen a l'anglès. Una altra característica és que el seu personatge també apareix viatjant del futur, i a part d'algunes diferències físiques, es pot comprovar que utilitza dos tons de veu per diferenciar les dues versions del personatge. Gràcies a les característiques del seu personatge i a la seva interpretació, el seu paper va ser nominat als premis "Globus d'Or" del 2006 en la categoria de millor actor secundari de sèrie de televisió i també es va fer molt popular arreu del món. Actualment combina la interpretació amb la informàtica, ja que continua treballant a ILM durant tres dies la setmana com a director de recerca i desenvolupament tècnic.
A part d'aquest paper, Oka també ha treballat en les pel·lícules Get Smart i The Promotion, on interpretarà un agent intermediari amb Sean William Scott. El 13 de juny de 2007 va ser nomenat "Coolest Geek" pels premis Spike TV Guys' Choice Awards.

## Filmografia

### Actor
| Any             | Títol                                      | Paper                  |
| --------------- | ------------------------------------------ | ---------------------- |
| 2001            | Dharma & Greg                              | Nien-Jen               |
| 2001            | Citizen Baines                             | Staffer Dan            |
| 2001            | Gilmore Girls                              | estudiant de filosofia |
| 2002            | Yes, Dear                                  | Talking Rock           |
| 2002            | Sabrina, the Teenage Witch                 | membre del consell     |
| 2002            | Austin Powers in Goldmember                | vianant japonès        |
| 2002            | She Spies                                  | noi                    |
| 2002-2003       | The Jamie Kennedy Experiment               | diversos personatges   |
| 2002-2004       | Scrubs                                     | Franklyn               |
| 2003            | Uh-Oh!                                     | asiàtic                |
| 2003            | Una rossa molt legal 2                     | interí                 |
| 2004            | Along Came Polly                           | Wonsuk                 |
| 2004            | Still Standing                             | Ronald                 |
| 2004            | All of Us                                  | Edwin                  |
| 2005            | Less Than Perfect                          | Hideki                 |
| 2005            | Reno 911!                                  | traductor              |
| 2005            | The Proud Family Movie                     | japonès (veu)          |
| 2005            | House of the Dead 2                        | Stanley Tong           |
| 2005            | Joey                                       | Arthur                 |
| 2005            | God Wears My Underwear                     | germà Eo (veu)         |
| 2005            | Punk'd                                     | traductor              |
| 2006            | Reba                                       | Agent Phung de la IRS  |
| 2006            | Without a Trace                            | Wei Fan                |
| 2006            | The Loop                                   | Wang                   |
| 2006            | The Sarah Silverman Program                | empleat                |
| 2006-2010       | Herois                                     | Hiro Nakamura          |
| 2007            | Ball of Fury                               | Jeff                   |
| 2007            | Studio 60 on the Sunset Strip              | ell mateix             |
| 2007            | Robot Chicken                              | Mr. Rogers             |
| 2007            | Jane Doe: Ties That Bind                   | Agent Osaka            |
| 2008            | Get Smart                                  | Bruce                  |
| 2008            | Get Sart's Bruce and Lloyd: Out of Control | Bruce                  |
| 2008            | The Promotion                              | Loan Officer           |
| 2009            | Fired Up                                   | Eagle Mascot           |
| 2010–2017; 2019 | Hawaii Five-0                              | Doctor Max Bergman     |
| 2018            | The Meg                                    | Toshi                  |

### Artista d'efectes digitals
| Any  | Títol                                        | Dades                                      |
| ---- | -------------------------------------------- | ------------------------------------------ |
| 1998 | Mighty Joe Young                             | Tècnic assistent d'infografia (ILM)        |
| 1999 | Star Wars Episodi I: L'Amenaça Fantasma      | Productor i tècnic d'efectes visuals (ILM) |
| 2000 | La tempesta perfecta                         | Artista digital (ILM)                      |
| 2002 | Star Wars Episodi II: L'Atac dels Clons      | Artista d'efectes digitals (ILM)           |
| 2003 | Hulk                                         | Director tècnic (ILM)                      |
| 2003 | Terminator 3: Rise of the Machines           | Artista d'infografia (ILM)                 |
| 2005 | Star Wars Episodi III: La Venjança dels Sith | Artista digital (ILM)                      |
| 2005 | War of the Worlds                            | Artista digital (ILM)                      |
| 2006 | Pirates of the Caribbean: Dead Man's Chest   | Artista digital (ILM)                      |